# 红果子站
红果子站是位于宁夏回族自治区石嘴山市惠农区红果子村的一个铁路车站，邮政编码753600。车站建于1958年，有包兰铁路经过该站，现不办理客货运业务，车站及其上下行区间均为电气化区段。车站距离包头站421公里，隶属兰州铁路局，是五等站。该站已经在包兰线惠农至银川段增建第二线的工程中撤销。